# Catherine Melet-Champrenault
 (juillet 2024).
Catherine Melet-Champrenault, née Melet le 19 juin 1955, est une magistrate française. Elle est procureure générale près la cour d'appel de Paris du 9 juillet 2015 au 30 juin 2021.

## Biographie
Catherine Melet-Champrenault est issue de l'École nationale de la magistrature, qui forme l'ensemble des magistrats de France.
En 1990, elle est substitute du procureur de la République près le tribunal de grande instance de Tours, puis, en 1993, première substitute près le tribunal de grande instance de Strasbourg. En 1995, elle est nommée procureure de la République adjointe près le tribunal de grande instance de Lille avant d'être, en 1998, placée en position de détachement dans le corps des administrateurs civils auprès du ministère de l'Éducation nationale, de la recherche et de la technologie afin d'exercer les fonctions de chargée de mission. En 2000, elle réintègre le ministère public et est nommée première substitute près le tribunal de grande instance de Paris.
En 2004, elle est nommée avocate générale près la cour d'appel de Douai puis, en 2008, avocate générale près la cour d'appel de Nîmes pour exercer les fonctions de procureure de la République près le tribunal de grande instance d'Avignon. En 2012, elle est nommée avocate générale à la Cour de cassation pour exercer les fonctions de procureure générale près la cour d'appel de Basse-Terre.
Le 9 juillet 2015, elle est finalement nommée première avocate générale à la Cour de cassation pour exercer les fonctions de procureure générale près la cour d'appel de Paris, en remplacement de François Falletti. La nomination de cette proche de Ségolène Royal aurait été pilotée personnellement par le président de la République d'alors, François Hollande[réf. nécessaire]. Elle est la première femme nommée à ce poste,.
En 2021, l’Assemblée nationale saisit la justice pour possible parjure de Catherine Champrenault dans l’affaire dite des fadettes.

## Affaire Fillon
Convoquée le 10 juin 2020 par la commission d'enquête parlementaire de l'Assemblée nationale sur les obstacles à l'indépendance de la justice, Éliane Houlette, procureur national financier en 2017, témoigne avoir subi des pressions de la part de Catherine Melet-Champrenault, cette même année, dans le cadre de l'affaire Fillon. Le parquet général lui aurait notamment demandé d'ouvrir une information judiciaire contre François Fillon, alors candidat à l'élection présidentielle, et ce alors que les investigations avaient lieu jusque-là dans le cadre d'une enquête préliminaire, ce qu'elle fera plusieurs jours après . Cette mise en cause par Éliane Houlette est mise en perspective par Mediapart, qui révèle que Catherine Melet-Champrenault a déclenché un an plus tôt « une enquête judiciaire très gênante visant Éliane Houlette » pour « trafic d’influence », « prise illégale d’intérêts » et « violation du secret », faisant suite à un signalement par des gendarmes de Marseille.

## Décorations
- Officière de la Légion d'honneur (2010)[15]
- Commandeure de l'ordre national du Mérite (2017)[16]